# 広美町

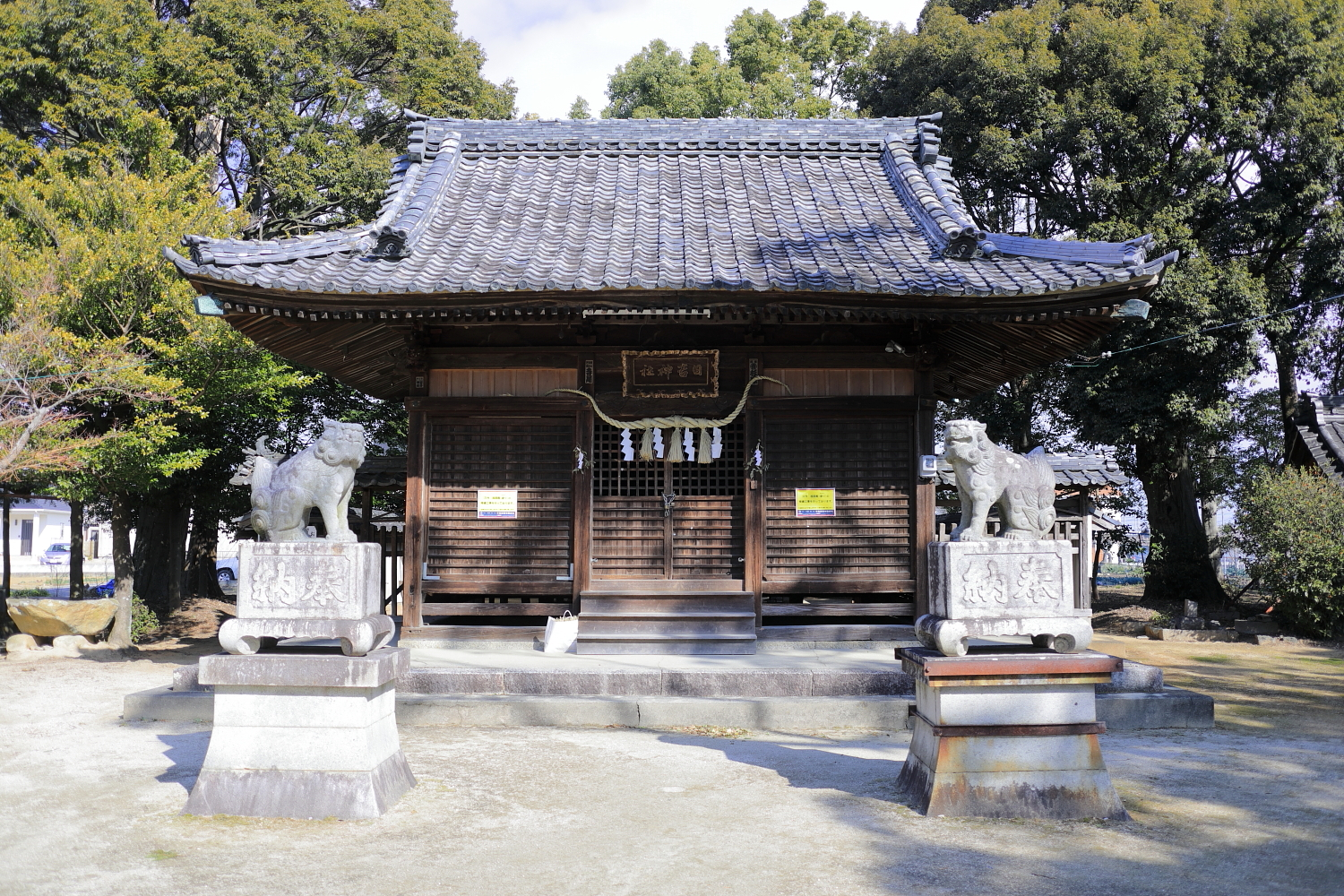
日吉神社拝殿（2019年）

広美町（ひろみちょう）は、愛知県豊田市の地名。

## 地理

### 河川
- 明治用水

## 歴史

### 人口の変遷
国勢調査による人口および世帯数の推移。
| 1995年（平成7年）  | 162世帯 843人 |  |
| 2000年（平成12年） | 163世帯 795人 |  |
| 2005年（平成17年） | 170世帯 781人 |  |
| 2010年（平成22年） | 176世帯 807人 |  |
| 2015年（平成27年） | 189世帯 785人 |  |
| 2020年（令和2年）  | 187世帯 750人 |  |

### 沿革
- 江戸時代 - 三河国碧海郡広畔新郷（ひろくてしんごう）として所在[1]。岡崎藩領であり、同藩の新田奨励策の一環として正保から寛文年間に開発され、寛文9年に上野上村から独立したという[1]。
- 1889年（明治22年） - 和会村大字広畔新郷となる[1]。
- 1906年（明治39年） - 上郷村大字広畔新郷となる[1]。
- 1961年（昭和36年） - 上郷町大字広畔新郷となる[1]。
- 1964年（昭和39年） - 豊田市大字広畔新郷となる[1]。
- 1967年（昭和42年） - 豊田市広美町となる[1]。

## 交通
- 愛知県道56号名古屋岡崎線
- 愛知県道288号豊田安城自転車道線

## 施設
- 日吉神社
- 聞名寺
- 豊田市立高嶺小学校
- 明治用水広畔調節所

### WEB
1. ↑  “愛知県豊田市の町丁・字一覧”.   人口統計ラボ. 2024年2月26日閲覧。
2. 1 2  総務省統計局 (2022年2月10日). “令和2年国勢調査の調査結果(e-Stat) - 男女別人口，外国人人口及び世帯数－町丁・字等” (CSV). 2023年8月2日閲覧。
3. ↑  “読み仮名データの促音・拗音を小書きで表記するもの(zip形式) 愛知県” (zip).   日本郵便 (2024年2月29日). 2024年3月26日閲覧。
4. ↑  “市外局番の一覧” (PDF).   総務省 (2022年3月1日). 2022年3月22日閲覧。
5. ↑  “ナンバープレートについて”.   一般社団法人愛知県自動車会議所. 2024年1月21日閲覧。
6. ↑  総務省統計局 (2014年3月28日). “平成7年国勢調査の調査結果(e-Stat) - 男女別人口及び世帯数 －町丁・字等” (CSV). 2021年7月20日閲覧。
7. ↑  総務省統計局 (2014年5月30日). “平成12年国勢調査の調査結果(e-Stat) - 男女別人口及び世帯数 －町丁・字等” (CSV). 2021年7月20日閲覧。
8. ↑  総務省統計局 (2014年6月27日). “平成17年国勢調査の調査結果(e-Stat) - 男女別人口及び世帯数 －町丁・字等” (CSV). 2021年7月21日閲覧。
9. ↑  総務省統計局 (2012年1月20日). “平成22年国勢調査の調査結果(e-Stat) - 男女別人口及び世帯数 －町丁・字等” (CSV). 2021年7月21日閲覧。
10. ↑  総務省統計局 (2017年1月27日). “平成27年国勢調査の調査結果(e-Stat) - 男女別人口及び世帯数 －町丁・字等” (CSV). 2021年7月21日閲覧。

### 書籍
1. 1 2 3 4 5 6 7  「角川日本地名大辞典」編纂委員会 1989, p. 1151.